# 拉利伯塔德 (貝登省)
拉利伯塔德（西班牙語：La Libertad），是危地馬拉北部的城鎮，由貝登省負責管轄，面積7,047平方公里，海拔高度209米，2002年人口67,252，人口密度每平方公里9.54人。